# Печатники (деревня, Смоленская область)
 Печатники— деревня в Смоленской области России, в Холм-Жирковском районе. Расположена в северной части области в 14 км к северо-западу от Холм-Жирковского, на левом берегу реки Соля. В 7 км к западу от деревни станция Никитинка на железнодорожной ветке Дурово-Владимирский Тупик. 
Население —183 жителя (2007 год). Административный центр Печатниковского сельского поселения.

## История
В XV в. деревня входила в состав Великого княжества Литовского, а в 1503 г. вместе с окружающей местностью была возвращена Москве. Деревня находилась на порубежье и была заселена служилыми людьми Великого князя Московского. Вероятно, они имели дело с грамотами и печатями, почему деревня и получила свое название. В 1700 г. здесь уже существовала церковь. В 1762 г. Екатерина II подарила Печатники вместе с соседним селом Покров-Жирков графам Орловым. В 1832 г. в селе был возведен каменный Казанский храм, а в 1861 г. оно стало центром волости.

## Экономика
Неполная средняя школа, дом культуры, библиотека, медпункт, отделение связи.

## Достопримечательности
- Памятник односельчанам, погибшим в годы Великой Отечественной войны.